# Andrij Poroszyn
Andrij Mychajłowycz Poroszyn, ukr. Андрій Михайлович Порошин (ur. 30 września 1978 w Kirowohradzie) – ukraiński piłkarz, grający na pozycji napastnika.

## Kariera piłkarska
Wychowanek klubu Zirka Kirowohrad, w barwach której wiosną 1997 rozpoczął karierę piłkarską. W 1999 wyjechał za granicę, gdzie został piłkarzem mołdawskiego Sheriff Tyraspol. Latem 2001 przeszedł do gruzińskiego pierwszoligowego klubu Torpedo Kutaisi, z którym zdobył mistrzostwo i wicemistrzostwo oraz dwukrotnie osiągnął finał Pucharu Gruzji. Od 2004 bronił barw rosyjskich klubów Lokomotiw Moskwa, Spartak Nalczyk, Szynnik Jarosław, SKA Rostów nad Donem i Salut-Eniergija Biełgorod. W kwietniu 2010 przeniósł się do Łotwy, gdzie do sierpnia występował w FC Daugava. We wrześniu 2010 powrócił do Ukrainy, do rodzimego klubu Zirka Kirowohrad.

## Sukcesy
- mistrz Mołdawii: 2001
- wicemistrz Mołdawii: 2000
- mistrz Gruzji: 2002
- wicemistrz Gruzji: 2003
- mistrz Rosyjskiej Pierwszej Dywizji: 2007
- wicemistrz Rosyjskiej Pierwszej Dywizji: 2005
- zdobywca Pucharu Mołdawii: 2001
- finalista Pucharu Gruzji: 2002, 2004